# Artaphernes (zoon)
Artaphernes (II), zoon van Artaphernes, nam wel deel aan de eerste poging van Darius om de Grieken te straffen: de Eerste Perzische Oorlog. Hij was benoemd tot medegeneraal van het expeditieleger, naast Datis, de zoon van een belangrijke hoffunctionaris, Gobrias. Het leger landde nabij Marathon, waar ze op of rond 10 september tijdens de Slag bij Marathon werden verslagen door Miltiades.
Artaphernes viel echter niet in diskrediet bij de koning: 10 jaar later, tijdens de Tweede Perzische Oorlog onder de regering van Xerxes I, was hij nog steeds bevelhebber in het Perzische leger.